# Перельман, Йерухам Йехуда Лейб

Могила рава Перельмана в Борисове

Йерухам Йехуда Лейб Пе́рельман (Лейб Перлман, известен также как Гадол ми-Минск — Великий из Минска, 1835, Брест-Литовск — 1896, Минск) — крупный раввин литовского еврейства, наиболее прославился, как главный раввин Минска и глава минской иешивы.

## Биография
Род Перельманов является известной литовской раввинской семьёй. Отца Йерухама звали Шлойме Залман, по профессии портной, а мать звали Фейга, по профессии булочница. Он имел также младшего брата Биньомина (Бишка) и сестру. С раннего детства проявил выдающиеся способности и умел быстро схватывать суть. В детстве серьёзно заболел. Когда мать пришла к раввину города раввину Падова за благословением, тот благословил его не только на выздоровление, но и на то чтобы тот стал большим мудрецом Торы. Учился у городского раввина раввина Якова Меера Падова, затем в Ковно у раввина Ицхока Авигдора. В Ковно также бывал также у раввина Исроэла Салантера, основателя движения Мусар, которого также считал своим учителем. Женился на дочери городского даяна (судьи) раввина Якова в 13 лет. Однако через 5 лет овдовел. Вторично женился на Леи дочери Нахмана Неймарка, потомка Залмана Неймарка-Мирлеса, тестя Хахама Цви, и внука Якова Эмдена. Был раввином Сельца (1863—1870), Пружан (1870—1883), а затем Минска (1883—1896). В 1880 году начал работу над книгой «Ор Гадоль», которую задумал изначально как комментарии на Рамбама, однако в дальнейшем превратил её в комментарии к Мишне. Был похоронен на еврейском кладбище в Минске. После его смерти его место занял его зять рав Элиэзер Рабинович. После смерти рава Рабиновича раввином стал Мендель Глускин. В конце 1950-х еврейское кладбище было ликвидировано и рав перезахоронен вместе со своей женой в Борисове.
Среди потомков Гадоля из Минска: известный семитолог Гита Глускина.